# Девил Ю Ноу
„Девил Ю Ноу“ е хевиметъл супергрупа в Лос Анджелис, САЩ.

## История
Групата е формирана, когато през 2012 г. барабаниста Джон Санки (Devolved, Divine Heresy, Fear Factory) и китариста Франческо Артусато (All Shall Perish, Hiss of Atrocities) репетират и пишат песни. След 30 – 40 готови песни, двамата решават да намерят вокалист. Те се спират на Хауърд Джоунс (екс-Killswitch Engage, Blood Has Been Shed), който приема предложението.
В началото на 2013 г., групата започва да записва с продуцента и бивш китарист на Machine Head Логън Мейдър.
На 23 октомври 2013 г., групата подписва с лейбъла Nuclear Blast. В началото на 2014 г. групата участва на Soundwave Festival в Австралия.
На 25 април 2014 г. излиза дебютния албум The Beauty of Destruction. Следва турнето Revolver Golden Gods Tour заедно с Black Label Society, Down и Butcher Babies.

## Състав

### Настоящ
- Хауърд Джоунс – вокали (2012– )
- Франческо Артусато – китара (2012– )
- Джон Санки – барабани (2012– )
- Рой Лев-Ари – китара (2013– )
- Раян Уомбахър – бас, вокали (2013– )

## Дискография

### Албуми
- The Beauty of Destruction (2014)

### Сингли
- Seven Years Alone (2014)
- It's Over (2014)